# Schanzenanlage Kremenez
Koordinaten: 50° 5′ 35,6″ N, 25° 43′ 1,3″ O
Die Schanzenanlage Kremenez ist eine Skisprungschanzenanlage in der ukrainischen Stadt Kremenez, welche über vier Schanzen verfügt. Die größte Schanze ist die Tramplin Slovatskogo mit einem K-Punkt von 55 Metern. Mit einem K-Punkt von 40 Metern ist die Tramplin Malopinskogo die zweitgrößte Schanze. Zudem gehören zur Schanzenanlage noch je eine Schanze der Kategorie K 30 und K 15.
Die Schanzenanlage Kremenez ist eine viel genutzte Anlage, da alle Schanzen der Anlage über einen Matten-Belag verfügen und so im Winter wie im Sommer nationale Wettbewerbe stattfinden können.